# Жайык (гидрографическое судно)
«Жайы́к» (каз. Жайық) — казахстанское гидрографическое судно проекта 01340, названное в честь казахского названия реки Урал на западе страны. Предназначено для обеспечения безопасности судоходства. Первое судно данного класса в составе ВМС Казахстана.

## Характеристики
Гидрографическое судно «Жайык» было построено на базе приёмно-транспортных рефрижераторов проекта 01340 тип «Кировец» (ПТР-50). Суда данного проекта строились на астраханском судостроительно-судоремонтном заводе имени С. М. Кирова в период с 1984 по 2000 годы (общее количество построенных судов составляет 118 единиц). Предназначено для изучения рельефа морского дна и течений Каспия, чем обеспечивается в казахстанском секторе безопасность мореплавания не только военных кораблей, но и гражданских судов. «Жайык» оснащён гидрологической лабораторией, подъёмным краном, располагает спутниковой радиосвязью.

## Служба
Строительство гидрографического судна для ВМС Казахстана велось на Астраханской судостроительной верфи в России. Заложено под заводским номером 128 (ГС-128). Вступило в строй 30 мая 2008 года.
Судно выполняет рутинные операции по обеспечению безопасности судоходства в казахстанском секторе Каспия. Периодически участвует в национальных и международных военно-морских учениях. В 2011 году совместно с патрульным катером «Шапшан» гидрографическое судно «Жайык» участвовало в первых учениях ВМС Казахстана. В ходе учений были отработаны навыки спасения на море, стрельбы из корабельной артиллерии по надводной цели. Летом 2017 года составе отряда судно «Жайык» прибыло в столицу Азербайджана Баку для принятия участия в международном состязании «Кубок моря — 2017». В 2022-м в составе группы кораблей — ракетно-артиллерийские корабли «Казахстан», «Орал», «Сарыарка», «Мангистау», минно-тральный корабль «Алатау», участвовало в учениях ВМС Казахстана.

## Командиры корабля
- капитан-лейтенант Алимбет Чингиз Сакенулы[источник не указан 811 дней]
- капитан 3-го ранга Валерий Кочуров
- капитан-лейтенант Алмас Битманов[1]